# Kulturhaus Ulrichsberg

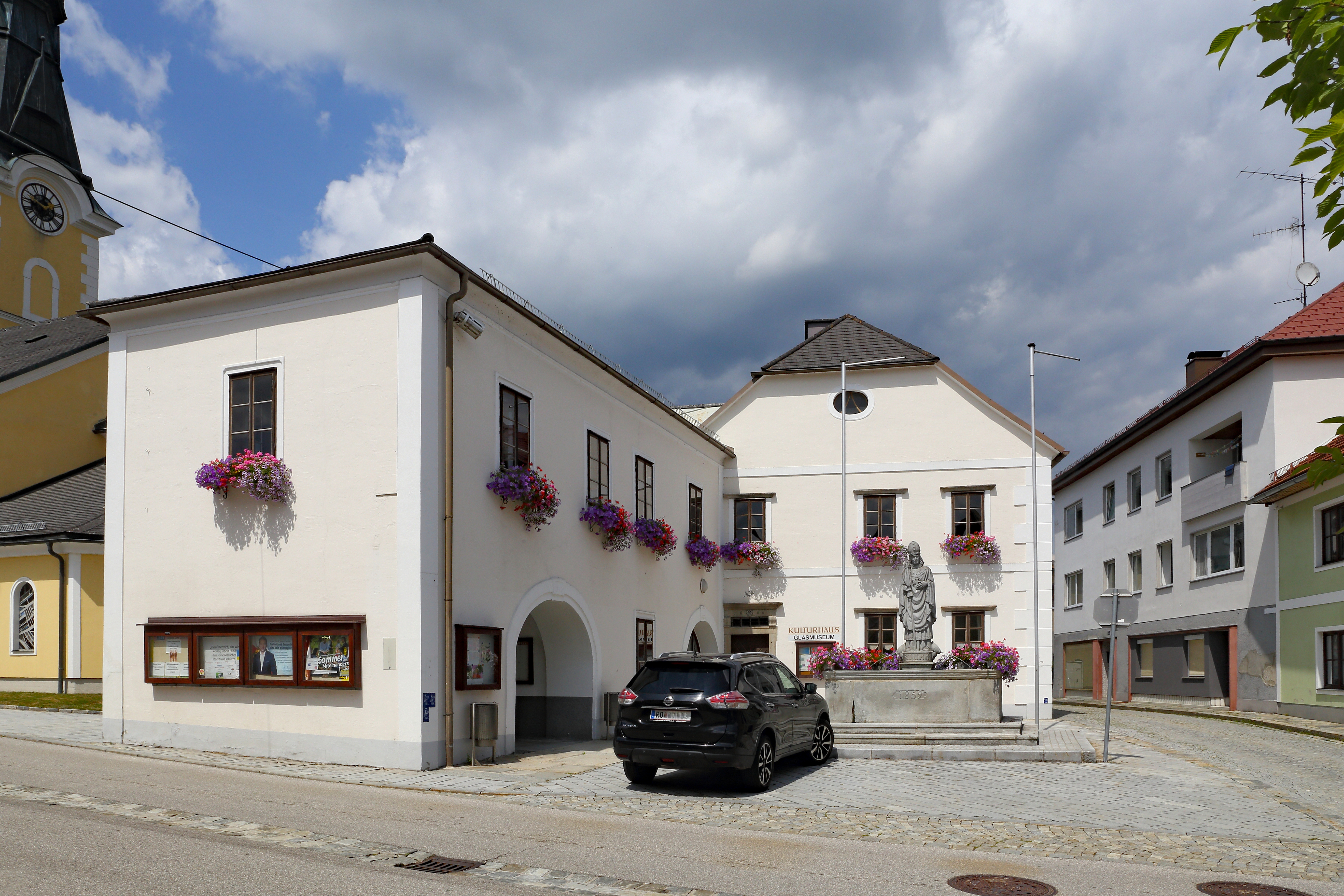
Kulturhaus in Ulrichsberg

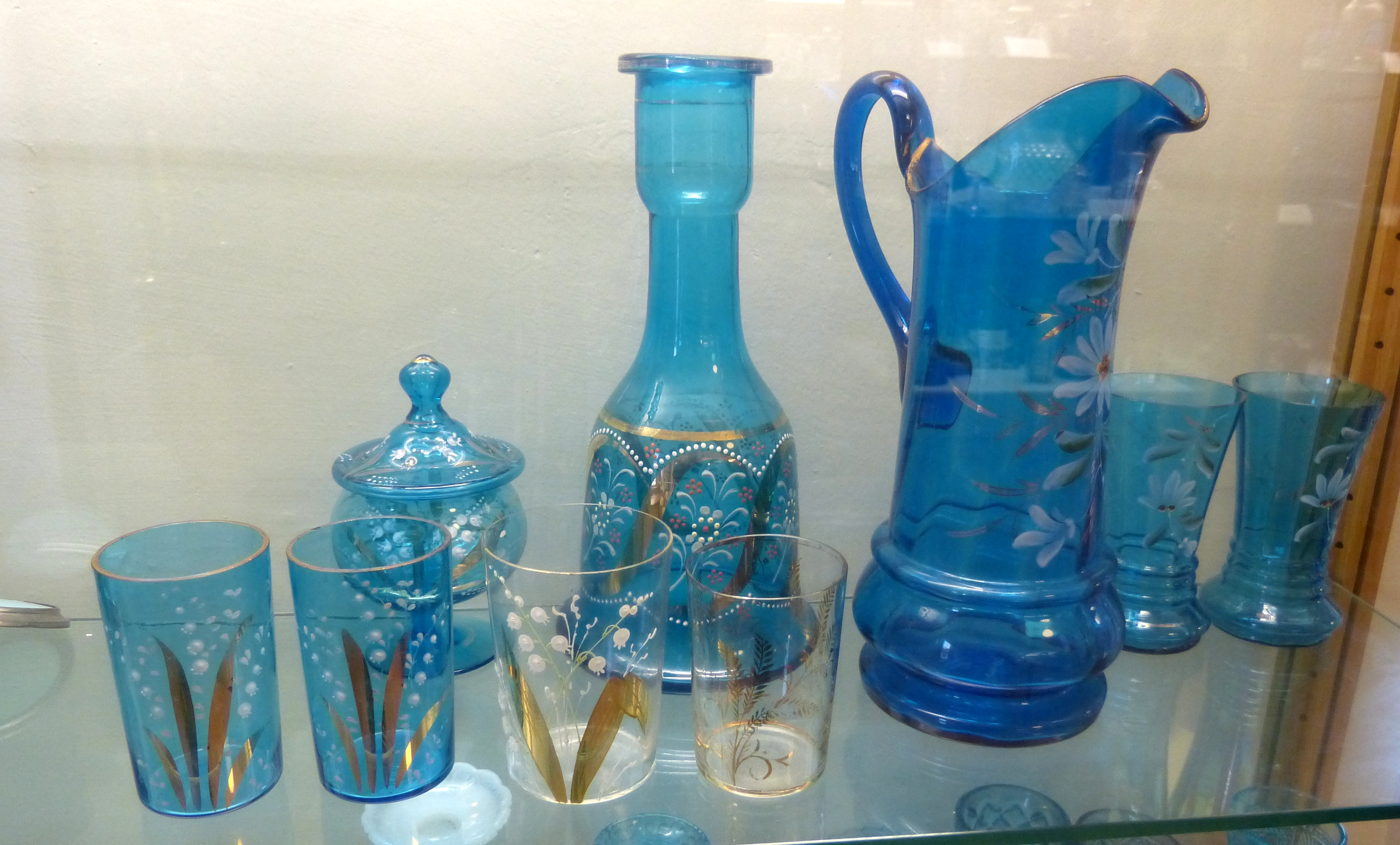
Blaue Karaffen mit Trinkgläsern

Das Kulturhaus Ulrichsberg steht am Markt Nr. 28 in der Gemeinde Ulrichsberg im oberen Mühlviertel in Oberösterreich. Das Museum steht unter Denkmalschutz (Listeneintrag).

## Geschichte
Der ursprüngliche Pfarrhof aus 1660 erhielt 1767 den Anbau des sogenannten Kaplanstöckls und diente ab 1877 als Gemeindehaus und seit 1992 als Museum.

## Architektur
Der zweigeschoßige giebelständige Bau mit einem Schopfwalmdach zeigt an den Fassaden eine Ortstein- und Putzbandgliederung. Das Rechteckportal hat eine Oberlichte und über Konsolen eine dekorierte gerade Verdachung um 1700. Es gibt zwei Rundbogenportale mit einer Einfahrt unter einer kreuzförmigen Stichkappentonne.
Das Gebäudeinnere hat im Erdgeschoß Kreuzgratgewölbe und im Obergeschoß eine Stuckprofildecke aus dem dritten Drittel des 18. Jahrhunderts. Ein historischer Rüstbaum wurde bei der Restaurierung 1991/1992 eingesetzt. Es gibt eine schmiedeeiserne beschlagene Kamintür.

## Museum
Das sogenannte Heimatstube ist eine nachgestellte historische Bauernstube. Es gibt Gedenkräume mit Dokumentationen zum Geburtsort Oberplan von Adalbert Stifter und zur Ulrichsberger Heimatdichterin Pauline Bayer. Es beinhaltet auch die Glassammlung Langthaler mit Gläsern des 18./19. Jahrhunderts aus den ehemaligen Glashütten Oberschwarzenberg und Sonnenwald. Es gibt weiters eine Dauerausstellung mit historischen bäuerlichem Handwerk.